# 市橋保治郎
市橋　保治郎（いちはし　やすじろう、文久4年1月1日（1864年2月8日） - 昭和29年（1954年）11月18日）は、福井県出身の政治家、実業家。

## 経歴
明治25年福井県会議員、同30年議長。九頭竜(くずりゅう)川などの治水対策事業に尽力。
明治32年、進歩的地主らと共に福井銀行を創立し、大正7年頭取。殖産興業の国策に応じ羽二重機業の育成に努めた。繊維業の変遷に応じた金融措置、関連産業の助成、農業の体質改善に伴う農村金融などにも応じる。
県内多数の銀行を合併し昭20年には一県一行を実現する。
その後、信託会社の発展につれて、地元銀行から関西地区の信託会社への預金の移動が目立つようになったため、地元資金の流出を防止し産業発展の資金とするため、福井信託株式会社を設立。社長に就任。（後に同社は福井銀行に合併された。）
昭和9年福井商工会議所会頭に就任（～昭和21年）、12年に渡り務め、福井経済界の発展に寄与した。昭和29年11月18日死去。90歳。